# Konjsko (Federacja Bośni i Hercegowiny)
Konjsko – wieś w Bośni i Hercegowinie, w Federacji Bośni i Hercegowiny, w kantonie zachodniohercegowińskim, w gminie Posušje. W 2013 roku pozostawała niezamieszkana.